# Bidu Sayão

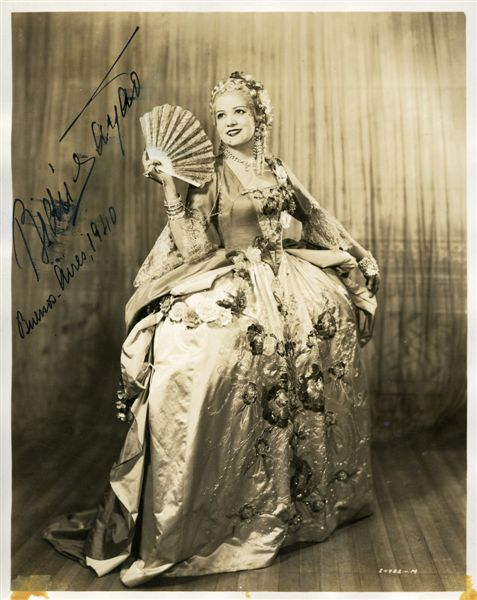
Bidu Sayão jak Manon (Masseneta) w sezonie 1940 w Teatro Colón w Buenos Aires

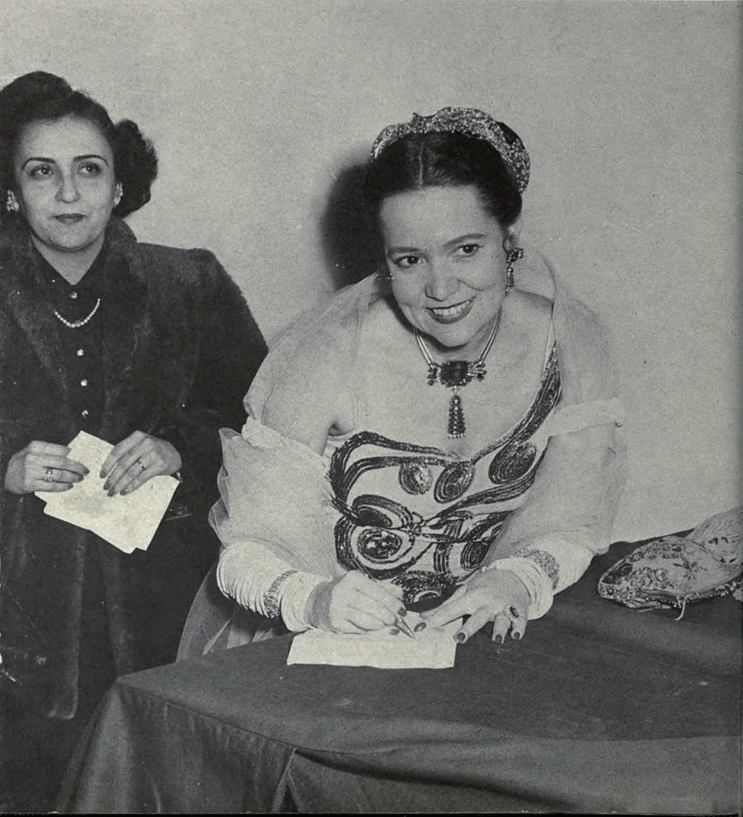
Bidu Sayão podczas wizyty w University of Michigan (ok. 1953)

Bidu Sayão, właśc. Balduína de Oliveira Sayão (ur. 11 maja 1902 w Itaguaí, zm. 13 marca 1999 w Rockport) – brazylijska śpiewaczka operowa (sopran).